# György Apponyi

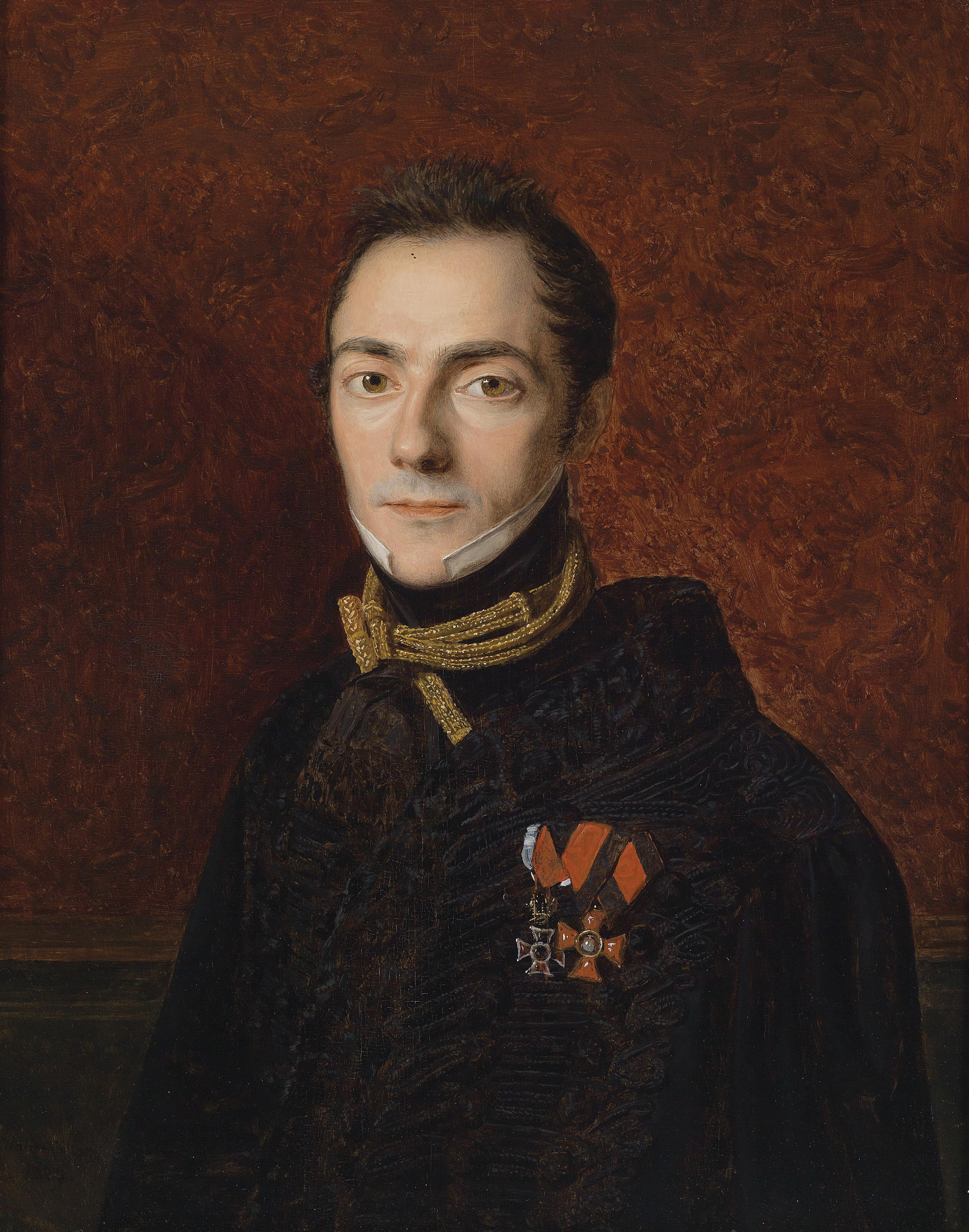
Georg Graf Apponyi um 1827, Gemälde von Ferdinand Georg Waldmüller

György (Georg) Graf Apponyi von Nagyappony (* 29. Dezember 1808 in Pressburg; † 28. Februar 1899 in Éberhárd bei Pressburg) war ein ungarischer und Politiker, Hofkanzler und Präsident des Magnatenhauses.

## Leben
Er stammte aus dem Adelsgeschlecht der Apponyi und war erst Konzipist, dann Sekretär der Ungarischen Hofkanzlei. Ab 1843/44 wurde er politisch aktiv. Als Hofkanzler führte er ab 1844 die konservativ-aristokratische Partei an und brachte als entschiedener Gegner aller national-ungarischen Bestrebungen durch sein System der Komitatsadministratoren die Opposition gegen sich auf. Eine Einigung mit Oppositionsführer Lajos Kossuth scheiterte am Ausbruch der Revolution von 1848/49.
Durch die Revolution in Ungarn ohne politische Funktion, zog er sich zunächst ins Privatleben zurück. 1859 wurde er zum lebenslangen Mitglied im Wiener Reichsrat ernannt. Er setzte sich für die Selbstständigkeit Ungarns ein und wurde einflussreicher Führer der nationalen Partei. Am 20. Oktober 1860 wurde er Judex curiae (Landesrichter) in Pest, wo er den Konferenzen zur Reorganisation der ungarischen Rechtspflege präsidierte.
Als bevollmächtigter Kommissar eröffnete er am 6. April 1861 den Landtag in Buda und führte das Präsidium im Magnatenhaus. Nach Auflösung des Landtags (21. August) blieb er als Judex curiae im Amt. Hoffnungen, er würde den Ausgleich zwischen Österreich und Ungarn zustande bringen können, bewahrheiteten sich nicht, woraufhin er am 8. April 1863 sein Amt niederlegte.
Abgesehen von seiner Teilnahme am Landtag 1865 und einigen Sitzungen des Magnatenhauses lebte er fortan zurückgezogen in Pressburg.